# Cézanne peint
Singles de France Gall
Calypso
(1985) Babacar
(1987)
Cézanne peint est une chanson interprétée par France Gall. Écrite, composée et produite par Michel Berger, elle figure sur l'album Débranche !, paru en avril 1984.

## Thème et contexte

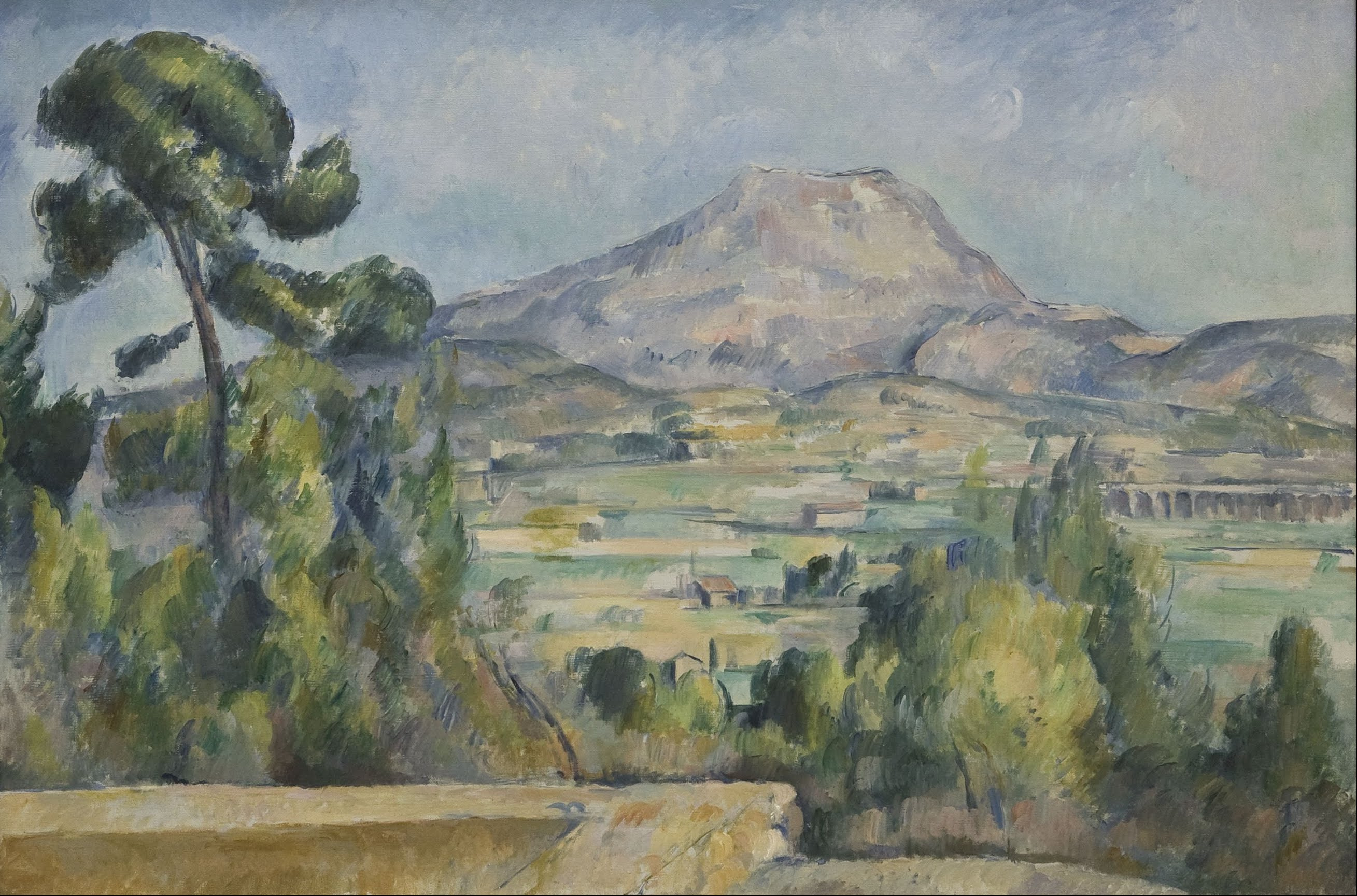
La Montagne Sainte-Victoire, huile sur toile de Paul Cézanne (1890), musée d'Orsay de Paris.

France Gall note dans le livret de son intégrale Évidemment de 2004 (les années Warner) : « Composée l’été dans la campagne d’Aix, dans une maison face à la Sainte-Victoire, et à côté de l’atelier de Cézanne. Quand Michel m’a joué la chanson, j’ai pleuré alors que ce n’est pas triste ». D'après une biographie consacrée à France Gall écrite par Pierre Pernez, la chanteuse a pris de l'assurance, déclarant qu'elle « parle de quelqu'un de connu », lui permettant « d'abandonner plus facilement [sa] pudeur que dans des chansons intimes ».
Les coups de tonnerre qui ponctuent la fin de la chanson rappellent que Paul Cézanne, alors qu'il peignait dans la campagne aixoise en octobre 1906, fut victime d'un malaise à la suite d'un violent orage et d'une très forte averse qui s'abattit sur lui. Il est décédé quelques jours plus tard des suites d’une pneumonie.

## Sortie et accueil
Cézanne peint sort en 45 tours en mai 1985 comme quatrième et dernier extrait de l'album Débranche !, sorti l'année précédente avec pour face B un autre titre de l'album, Savoir vivre. Toutefois, le single n'est pas parvenu à entrer dans le Top 50, alors que les trois précédents extraits de l'album ont figuré dans le Top.
En janvier 2018, à la suite du décès de la chanteuse, il atteint directement la 34e place du classement des singles téléchargés.

### Classements hebdomadaires
| Classement (2018)            | Meilleure place |
| ---------------------------- | --------------- |
| France (SNEP Téléchargement) | 34              |